# Allen Ferdinand Owen
Allen Ferdinand Owen (* 9. Oktober 1816 im Wilkes County, North Carolina; † 7. April 1865 in Upatoi, Georgia) war ein US-amerikanischer Politiker. Zwischen 1849 und 1851 vertrat er den Bundesstaat Georgia im US-Repräsentantenhaus.

## Werdegang
Noch in seiner Kindheit kam Allen Owen nach Talbotton im Staat Georgia, wo er eine private schulische Ausbildung erhielt. Danach besuchte er zunächst das Franklin College in Athens und dann bis 1837 das Yale College. Nach einem anschließenden Jurastudium an der Harvard University und seiner im Jahr 1839 erfolgten Zulassung als Rechtsanwalt begann er in Talbotton in seinem neuen Beruf zu arbeiten. Gleichzeitig schlug er als Mitglied der Whig Party eine politische Laufbahn ein.
Zwischen 1843 und 1847 saß Owen als Abgeordneter im Repräsentantenhaus von Georgia. 1848 war er dort als Verwaltungsangestellter (Clerk) tätig. Im gleichen Jahr nahm er als Delegierter an der Whig National Convention in Philadelphia teil, auf der Zachary Taylor als Präsidentschaftskandidat nominiert wurde. Bei den Kongresswahlen des Jahres 1848 wurde Owen im dritten Wahlbezirk von Georgia in das US-Repräsentantenhaus in Washington, D.C. gewählt, wo er am 4. März 1849 die Nachfolge von John William Jones antrat. Bis zum 3. März 1851 konnte er eine Legislaturperiode im Kongress absolvieren.
Nach seinem Ausscheiden aus dem US-Repräsentantenhaus wechselte Owen zur Demokratischen Partei. Im Jahr 1851 wurde er amerikanischer Konsul in Havanna auf Kuba. Danach arbeitete er wieder als Anwalt in Talbotton. Allen Owens starb während eines Verwandtenbesuchs am 7. April 1865 in Upatoi, das heute zur Stadt Columbus gehört. Er wurde in Talbotton beigesetzt.